# کمک‌هزینه گوگنهایم
کمک هزینه گوگنهایم (انگلیسی: Guggenheim Fellowship) کمک مالی (پژوهانه) است که از سال ۱۹۲۵ میلادی از سوی بنیاد یادبود جان سیمون گوگنهایم به افرادی که ظرفیت و توانایی استثنایی برای تولید و خلق آثار هنری نشان داده‌اند، اعطا می‌شود. 

## جوایز بنیاد
هر ساله این بنیاد چندین جایزه کمک هزینه را طی دو رقابت جداگانه به صورت زیر به هنرمندان اختصاص می‌دهد:
- شهروندان و دارندگان اقامت دائم در ایالات متحده و کانادا
- شهروندان و دارندگان اقامت دائم آمریکا لاتین و کارائیب

هنرمندان هنرهای نمایشی قادر به استفاده از کمک هزینه نیستند ولی آهنگسازان، کارگردانان سینما و طراحان رقص واجد شرایط هستند. به علاوه کمک هزینه گوگنهایم به دانشجویان نیز اختصاص نمی‌یابد و تنها هنرمندان در میانه فعالیت حرفه‌ای خویش می‌توانند برای دریافت این کمک هزینه اقدام کنند.
بنیاد گوگنهایم سالانه حدود ۳۵۰۰ تا ۴۰۰۰ تقاضا را دریافت می‌کند و از این تعداد سالانه تقریباً ۲۲۰ نفر به عنوان برنده و استفاده‌کننده کمک هزینه گوگنهایم برگزیده می‌شوند. مبلغ کمک هزینه، بسته به نیاز متقاضی و شرح فعالیت مربوط متغیر است. در سال ۲۰۰۸ میانگین کمک هزینه اعطایی به هنرمندان آمریکایی و کانادایی برابر ۳۴٬۲۰۰ دلار آمریکا بود.

## فهرست دریافت‌کنندگان جایزه گوگنهایم
| دهه ۱۹۲۰ |      |      |      |      |      | ۱۹۲۵ | ۱۹۲۶ | ۱۹۲۷ | ۱۹۲۸ | ۱۹۲۹ |
| دهه ۱۹۳۰ | ۱۹۳۰ | ۱۹۳۱ | ۱۹۳۲ | ۱۹۳۳ | ۱۹۳۴ | ۱۹۳۵ | ۱۹۳۶ | ۱۹۳۷ | ۱۹۳۸ | ۱۹۳۹ |
| دهه ۱۹۴۰ | ۱۹۴۰ | ۱۹۴۱ | ۱۹۴۲ | ۱۹۴۳ | ۱۹۴۴ | ۱۹۴۵ | ۱۹۴۶ | ۱۹۴۷ | ۱۹۴۸ | ۱۹۴۹ |
| دهه ۱۹۵۰ | ۱۹۵۰ | ۱۹۵۱ | ۱۹۵۲ | ۱۹۵۳ | ۱۹۵۴ | ۱۹۵۵ | ۱۹۵۶ | ۱۹۵۷ | ۱۹۵۸ | ۱۹۵۹ |
| دهه ۱۹۶۰ | ۱۹۶۰ | ۱۹۶۱ | ۱۹۶۲ | ۱۹۶۳ | ۱۹۶۴ | ۱۹۶۵ | ۱۹۶۶ | ۱۹۶۷ | ۱۹۶۸ | ۱۹۶۹ |
| دهه ۱۹۷۰ | ۱۹۷۰ | ۱۹۷۱ | ۱۹۷۲ | ۱۹۷۳ | ۱۹۷۴ | ۱۹۷۵ | ۱۹۷۶ | ۱۹۷۷ | ۱۹۷۸ | ۱۹۷۹ |
| دهه ۱۹۸۰ | ۱۹۸۰ | ۱۹۸۱ | ۱۹۸۲ | ۱۹۸۳ | ۱۹۸۴ | ۱۹۸۵ | ۱۹۸۶ | ۱۹۸۷ | ۱۹۸۸ | ۱۹۸۹ |
| دهه ۱۹۹۰ | ۱۹۹۰ | ۱۹۹۱ | ۱۹۹۲ | ۱۹۹۳ | ۱۹۹۴ | ۱۹۹۵ | ۱۹۹۶ | ۱۹۹۷ | ۱۹۹۸ | ۱۹۹۹ |
| دهه ۲۰۰۰ | ۲۰۰۰ | ۲۰۰۱ | ۲۰۰۲ | ۲۰۰۳ | ۲۰۰۴ | ۲۰۰۵ | ۲۰۰۶ | ۲۰۰۷ | ۲۰۰۸ | ۲۰۰۹ |
| ۲۰۱۰     | ۲۰۱۰ | ۲۰۱۱ | ۲۰۱۲ | ۲۰۱۳ | ۲۰۱۴ |      |      |      |      |      |